# Список альбомов № 1 в США в 1969 году (Billboard)
Список альбомов № 1 в США в 1969 году  (#1 1969 Billboard 200) — включает альбомы, возглавлявшие главный хит-парад Северной Америки, каждую из 52 недель 1969 года по данным Billboard. В нём котором учитываются наиболее продаваемые альбомы исполнителей США на физических носителях (грампластинки). Составляется редакцией старейшего музыкального журнала США Billboard.

## Список альбомов № 1
| Дата        | Альбом                        | Исполнитель                                   |
| ----------- | ----------------------------- | --------------------------------------------- |
| 4 января    | The Beatles (The White Album) | The Beatles                                   |
| 11 января   | The Beatles (The White Album) | The Beatles                                   |
| 18 января   | The Beatles (The White Album) | The Beatles                                   |
| 25 января   | The Beatles (The White Album) | The Beatles                                   |
| 1 февраля   | The Beatles (The White Album) | The Beatles                                   |
| 8 февраля   | TCB                           | Diana Ross & The Supremes and The Temptations |
| 15 февраля  | The Beatles (The White Album) | The Beatles                                   |
| 22 февраля  | The Beatles (The White Album) | The Beatles                                   |
| 1 марта     | The Beatles (The White Album) | The Beatles                                   |
| 8 марта     | Wichita Lineman               | Глен Кэмпбелл                                 |
| 15 марта    | Wichita Lineman               | Глен Кэмпбелл                                 |
| 22 марта    | Wichita Lineman               | Глен Кэмпбелл                                 |
| 29 марта    | Blood, Sweat & Tears          | Blood, Sweat & Tears                          |
| 5 апреля    | Wichita Lineman               | Глен Кэмпбелл                                 |
| 12 апреля   | Blood, Sweat & Tears          | Blood, Sweat & Tears                          |
| 19 апреля   | Blood, Sweat & Tears          | Blood, Sweat & Tears                          |
| 26 апреля   | Hair                          | Оригинальное исполнение                       |
| 3 мая       | Hair                          | Оригинальное исполнение                       |
| 10 мая      | Hair                          | Оригинальное исполнение                       |
| 17 мая      | Hair                          | Оригинальное исполнение                       |
| 24 мая      | Hair                          | Оригинальное исполнение                       |
| 31 мая      | Hair                          | Оригинальное исполнение                       |
| 7 июня      | Hair                          | Оригинальное исполнение                       |
| 14 июня     | Hair                          | Оригинальное исполнение                       |
| 21 июня     | Hair                          | Оригинальное исполнение                       |
| 28 июня     | Hair                          | Оригинальное исполнение                       |
| 5 июля      | Hair                          | Оригинальное исполнение                       |
| 12 июля     | Hair                          | Оригинальное исполнение                       |
| 19 июля     | Hair                          | Оригинальное исполнение                       |
| 26 июля     | Blood, Sweat & Tears          | Blood, Sweat & Tears                          |
| 2 августа   | Blood, Sweat & Tears          | Blood, Sweat & Tears                          |
| 9 августа   | Blood, Sweat & Tears          | Blood, Sweat & Tears                          |
| 16 августа  | Blood, Sweat & Tears          | Blood, Sweat & Tears                          |
| 23 августа  | At San Quentin                | Джонни Кэш                                    |
| 30 августа  | At San Quentin                | Джонни Кэш                                    |
| 6 сентября  | At San Quentin                | Джонни Кэш                                    |
| 13 сентября | At San Quentin                | Джонни Кэш                                    |
| 20 сентября | Blind Faith                   | Blind Faith                                   |
| 27 сентября | Blind Faith                   | Blind Faith                                   |
| 4 октября   | Green River                   | Creedence Clearwater Revival                  |
| 11 октября  | Green River                   | Creedence Clearwater Revival                  |
| 18 октября  | Green River                   | Creedence Clearwater Revival                  |
| 25 октября  | Green River                   | Creedence Clearwater Revival                  |
| 1 ноября    | Abbey Road                    | The Beatles                                   |
| 8 ноября    | Abbey Road                    | The Beatles                                   |
| 15 ноября   | Abbey Road                    | The Beatles                                   |
| 22 ноября   | Abbey Road                    | The Beatles                                   |
| 29 ноября   | Abbey Road                    | The Beatles                                   |
| 6 декабря   | Abbey Road                    | The Beatles                                   |
| 13 декабря  | Abbey Road                    | The Beatles                                   |
| 20 декабря  | Abbey Road                    | The Beatles                                   |
| 27 декабря  | Led Zeppelin II               | Led Zeppelin                                  |